# Турецко-шведские отношения
Турецко-шведские отношения — двусторонние дипломатические отношения между Турцией и Швецией.
Швеция имеет посольство в Анкаре и генеральное консульство в Стамбуле. Турция имеет посольство в Стокгольме.
Обе страны являются полноправными членами Совета Европы, Организации экономического сотрудничества и развития, Организации по безопасности и сотрудничеству в Европе, Союза для Средиземноморья и НАТО.

## История
Швеция, взявшая на себя председательство в Совете Европейского союза в июле 2009, поддерживала вступление Турции в Европейский союз. Шведская партия зелёных раскритиковала протест Франции и Германии против членства Турции
Великое национальное собрание Турции одобрило вступление Швеции в НАТО 23 января 2024 года. 25 января президент Реджеп Тайип Эрдоган подписал президентский указ о присоединении Швеции к НАТО и утвердил соответствующий протокол. Закон об утверждении ратификации Протокола о присоединении Королевства Швеция к Североатлантическому договору (НАТО) вступил в силу после публикации в выпуске «Официального вестника» от 26 января.

## Геноцид армян
12 июня 2008 года Риксдаг отказался обозначать события 1915 года как фактический геноцид Тем не менее, 11 марта 2010 Риксдаг в конечном итоге проголосовал за резолюцию о признании Геноцида армян.
В голосовании разница была в один голос: 131 за, 130 против, 88 не голосовали. Турция незамедлительно отозвала своего посла в Швеции и отменила переговоры, которые должны были произойти между двумя странами 17 марта 2010.
Премьер-министр Турции Реджеп Эрдоган ответил, выпустив заявление, сказал: «Мы решительно осуждаем эту резолюцию, которая сделана для политических расчетов. Это не соответствует тесной дружбе наших двух народов».
Министр иностранных дел Карл Бильдт в своём блоге сказал, что сожалеет об итогах голосования.